# عملیات برنهارت

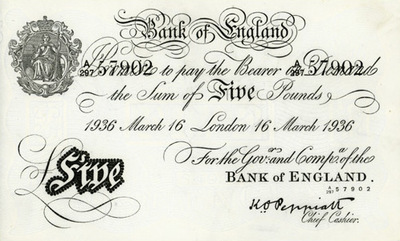
یک اسکناس ۵ پوندی که توسط زندانیان اردوگاه کار اجباری یهودی ساخته شد

عملیات برنهارت، یک عملیات تمرینی در دوران جنگ جهانی دوم از سوی آلمان نازی با هدف به ثبت رساندن اسکناس پوند استرلینگ جعلی کشور انگلستان بود. هدف اولیه از اجرای این پروژه، فاقد اعتبار نمودن اسناد رسمی در جهت دست یافتن به فروپاشی اقتصاد بریتانیا بود. مرحله اول این عملیات از اوایل سال ۱۹۴۰ توسط دایره اطلاعاتی اس اس و سرگرد آلفرد ناویوکس تحت عنوان ابتدایی عملیات آندریاس آغاز گردید. واحد موصوف توانست با موفقیت و با استفاده از کاغذهای لته و کهنهٔ تولیدی انگلستان، بلوک‌های حکاکی مشابه بلوک‌های اصلی تهیه نماید و به وسیلهٔ یک الگوریتم، سریال‌های عددی ثبت شده را نیز کُدگشایی نماید. با همهٔ این احوال در اوایل سال ۱۹۴۲ پس از کناره‌گیری ناویوکس و افسر ارشد راینهارت هایدریش این واحد به‌طور موقت بسته شد.
در سال بعد این پروژه با هدف تأمین مالی عملیات اطلاعاتی آلمانها مجدداً از سر گرفته شد. زندانیان اردوگاه‌های کار اجباری آلمان نازی از واحد تخصصی SD به اردوگاه کار اجباری زاکسن‌هاوزن تحت سرپرستی برنهارت کروگر فرستاده شدند. این واحد اسناد بریتانیایی را تا اواسط سال ۱۹۴۵ میلادی تولید نمود. تخمین‌های برآورد شده از تعداد و ارزش این اسناد جعلی چاپ شده متفاوت و از ۱۳۲/۶ میلیون پوند تا ۳۰۰ میلیون پوند متغیر است. تا قبل از متوقف شدن واحد، نمونه‌های ارزشمندی از دلار آمریکا نیز برای جعل تهیه شده بود. هر چند کاغذ و شماره سریال آنها هنوز به مرحلهٔ بررسی نهایی و تحلیلی نرسیده بود. این اسناد جعلی در نهایت برای پول‌شویی و برخی کارهای دیگر به کار گرفته شد. تعدادی از این اسناد جعلی به عامل ترکیه‌ای الیاس بانزا، با نام رمز سیسرو به واسطهٔ کشف و افشای اسرار انگلستان توسط سفیر بریتانیا در آنکارا پرداخت گردید. بالغ بر ۱۰۰۰۰۰ پوند از اسناد جعلی عملیات برنهارت، صرف به دست آوردن اطلاعاتی گردید که منجر به آزادسازی رهبر ایتالیایی بنیتو موسولینی در حملهٔ مشهور به گران ساسو در سپتامبر ۱۹۴۳ گردید.
ایدهٔ به جریان انداختن چنین عملیاتی در تاریخ ۱۸ سپتامبر سال ۱۹۳۹ صورت پذیرفت. آرتور نبه رئیس پلیس جنایی رایش سوم پیشنهاد داد تا از جاعلان حرفه‌ای اسناد، در راستای چاپ اسناد و اسکناس پوند استرلینگ جعلی انگلستان بهره‌برداری شود. طبق برنامه قرار بود تا اسکناس‌های جعلی پس از آماده شدن به انگلستان ارسال و وارد چرخهٔ اقتصادی گردد تا بتواند باعث سقوط ارزش مالی پوند و کاهش ثبات وضعیت آن در میان ارزهای معتبر جهانی شود.

## نگارخانه

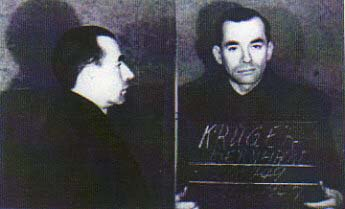
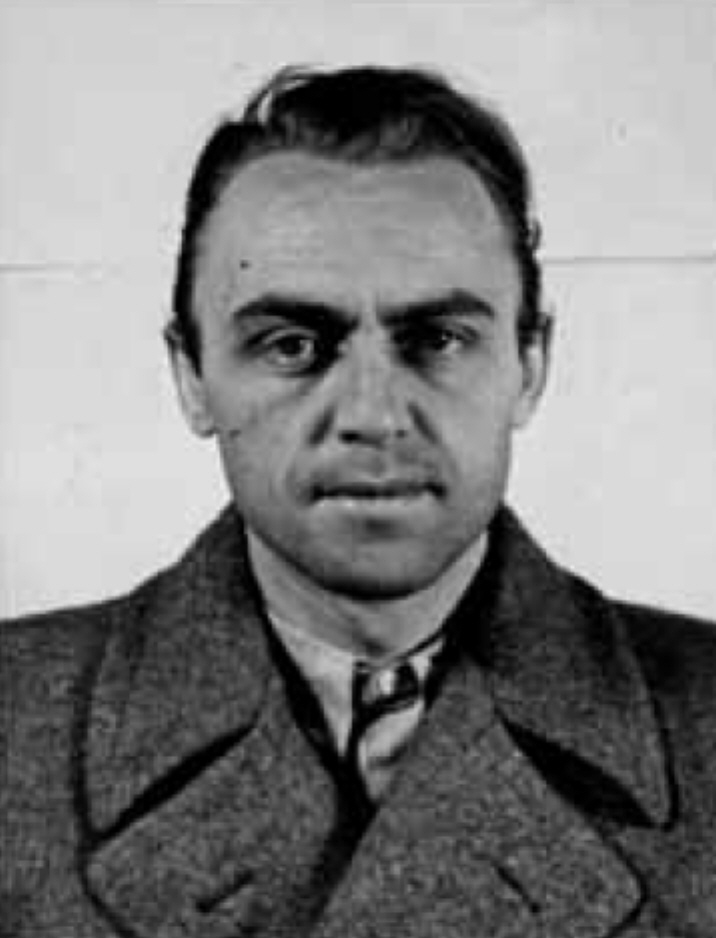